# (36625) 2000 QT158
2000 QT158 (asteroide 36625) é um asteroide da cintura principal. Possui uma excentricidade de 0.31341520 e uma inclinação de 12.78078º.
Este asteroide foi descoberto no dia 31 de agosto de 2000 por LINEAR em Socorro.